# Тома Јуродиви
Преподобни Тома Јуродиви је хришћански светитељ. 
Од младости је био монах. Када год је манастирском послом био у граду Антиохији, Тома се понашао као луд ради Христа. Неки Анастасије није хтео да му да тражену милостињу за манастир него му је ударио шамар. Тада је Тома прореко: „од сада нити ћу ја што примити од Анастасија, нити ће ми Анастасије моћи што дати!". Слеећег дана Анастасије је умро, а и Тома је при повратку за манастир издахнуо. И тако се обистинило Томино пророчанство. 
Преподобни Тома Јуродиви је преминуо у Дафни код Антиохије, за време патријарха Домина (546—560).
Српска православна црква слави га 24. априла по црквеном, а 7. маја по грегоријанском календару.